# Den augsburgske religionsfred
Den augsburgske religionsfred var en fredsaftale, der blev indgået mellem på den ene side tilhængerne af katoliscismen og på den anden side tilhængerne af protestantismen. Freden havde gyldighed i det Tysk-romerske rige med undtagelse af det burgundiske retsområde, og den blev vedtaget af Rigsdagen i Augsburg den 25. september 1555.

## Baggrund
Freden blev erklæret af den rigsdag i Augsburg, som kong Ferdinand åbnede den 5. februar 1555. Afslutningen af Den schmalkaldiske krig med forliget i Passau 1552 havde tilintetgjort Kejser Karl 5.s forhåbninger om at kunne føre protestanterne tilbage til den romersk-katolske kirkes enhed. For det tyske rige var fred dog en bydende nødvendighed, også selvom man kun kunne nå den ved at ofre den religiøse enhed. Rigsdagen i Augsburg arbejdede i dette lys, så gammelt nag måtte holdes nede og mange fordomme overvindes, før man nåede til en endelig overenskomst den 25. september.

## Problemer
På to punkter var forhandlingerne nær ved at blive resultatløse, og der blev ikke truffet nogen afgørelse. Det første gjaldt de gejstlige fyrstendømmer. Man var enige om, at de ikke skulle sekulariseres og heller ikke gøres arvelige, men protestanterne hævdede, at de havde lige så megen ret til disse stater som de erklæret romersk-katolske, hvorimod disse på deres side hævdede, at hvis en gejstlig fyrste sluttede sig til Den augsburgske bekendelse, måtte han opgive alle de rettigheder og indtægter, der var knyttet til hans stilling som gejstlig (reservatum ecclesiasticum). Det sidste satte kejser Ferdinand 1. igennem trods protestanternes indsigelse.
Det andet spørgsmål gjaldt forholdene for undersåtter under gejstlige fyrster. Mod de romersk-katolskes protest satte kejser Ferdinand igennem, at hvis undersåtterne tidligere havde sluttet sig til Den augsburgske bekendelse, skulle de også i fremtiden have lov til at forblive protestanter. Det, at disse punkter ikke blev afgjort med fredsslutningen, skabte grundlaget for Trediveårskrigen.

## Beslutninger
De romersk-katolske og de evangelisk-lutherske, rigsumiddelbare stænder skulle være ligeberettigede i hele riget, mens undersåtterne i hvert land skulle følge deresfyrstes tro (cujus regio, ejus religio), dog med ret til at udvandre. Fredsbestemmelserne gjaldt kun for de protestanter, der sluttede sig til Den augsburgske bekendelse (altså lutheranere), mens de reformerte, gendøbere og andre, mindre protestantiske retninger måtte stå uden for bestemmelserne.

## Eksterne links
- Den fuldstændige tekst til fredsaftalen Arkiveret 23. oktober 2013 hos  Wayback Machine (tysk).